# Sarre-Union
Sarre-Union – miejscowość i gmina we Francji, w regionie Grand Est, w departamencie Dolny Ren.
Według danych na rok 1990 gminę zamieszkiwało 3159 osób, a gęstość zaludnienia wynosiła 205 osób/km² (wśród 903 gmin Alzacji Sarre-Union plasuje się na 78. miejscu pod względem liczby ludności, natomiast pod względem powierzchni na miejscu 125.).